# Carcharodontosaurinae
Carcharodontosaurinae je podčeleď obřích dravých dinosaurů (teropodů) z čeledi Carcharodontosauridae. Dle fylogenetických analýz patří do této skupiny 3 rody: Carcharodontosaurus, Giganotosaurus a Mapusaurus. Poslední dva jmenovaní jsou pak někdy ještě samostatně řazeni k tribu Giganotosaurini.

## Popis
Tito obří draví dinosauři žili zhruba před 110 až 90 miliony let na území několika současných kontinentů a pravděpodobně lovili občas i ve smečkách (alespoň v případě argentinského rodu Mapusaurus).
Zástupci tohoto kladu byli středně velcí až obří teropodi, patřili mezi ně i jedni z největších dravých dinosaurů všech dob. Jejich lebky byly relativně velké a přední končetiny sice kratší, ale stále poměrně silné a dobře vyvinuté.
Největší zástupci této skupiny patřili k největším dravým dinosaurům vůbec, dosahovali délky přes 13 metrů a hmotnosti přes 6000 kg, jen jejich lebky dosahovaly délek v rozmezí 1,6 až 1,8 metru.

## Klasifikace
V roce 2006, během popisu rodu Mapusaurus, byla pro tři jihoamerické rody teropodů (giganotosaura, mapusaura a tyrannotitana) vytvořena podčeleď Giganotosaurinae. Pozdější analýzy ovšem ukázaly, že takovýto klad není monofyletický a ve skutečnosti by mohl zahrnovat pouze rody Giganotosaurus a Mapusaurus (ty jsou tzv. sesterskými taxony). V rámci Carcharodontosauridae ovšem společně s těmito dvěma rody tvoří monofyletický klad rod Carcharodontosaurus. U rodu Tyrannotitan se sice objevuje společný znak podčeledi Giganotosaurinae, ostatní znaky ovšem napovídají, že se jedná o fylogeneticky primitivnější taxon.
Tuto skutečnost podrobně popsali až paleontologové Stephen Brusatte s Paulem Serenem v roce 2008, kteří provedli podrobnou fylogenetickou analýzu kladu Carcharodontosauridae. Na základě výsledků své práce utvořili pro pokročilé karcharodontosauridy dva nové taxony: Carcharodontosaurinae, zahrnující rody Carcharodontosaurus, Giganotosaurus, Mapusaurus a Meraxes, a Giganotosaurini (v rámci Carcharodontosaurinae) pro výše zmíněné sesterské taxony (tj. giganotosaura, mapusaura a meraxa).

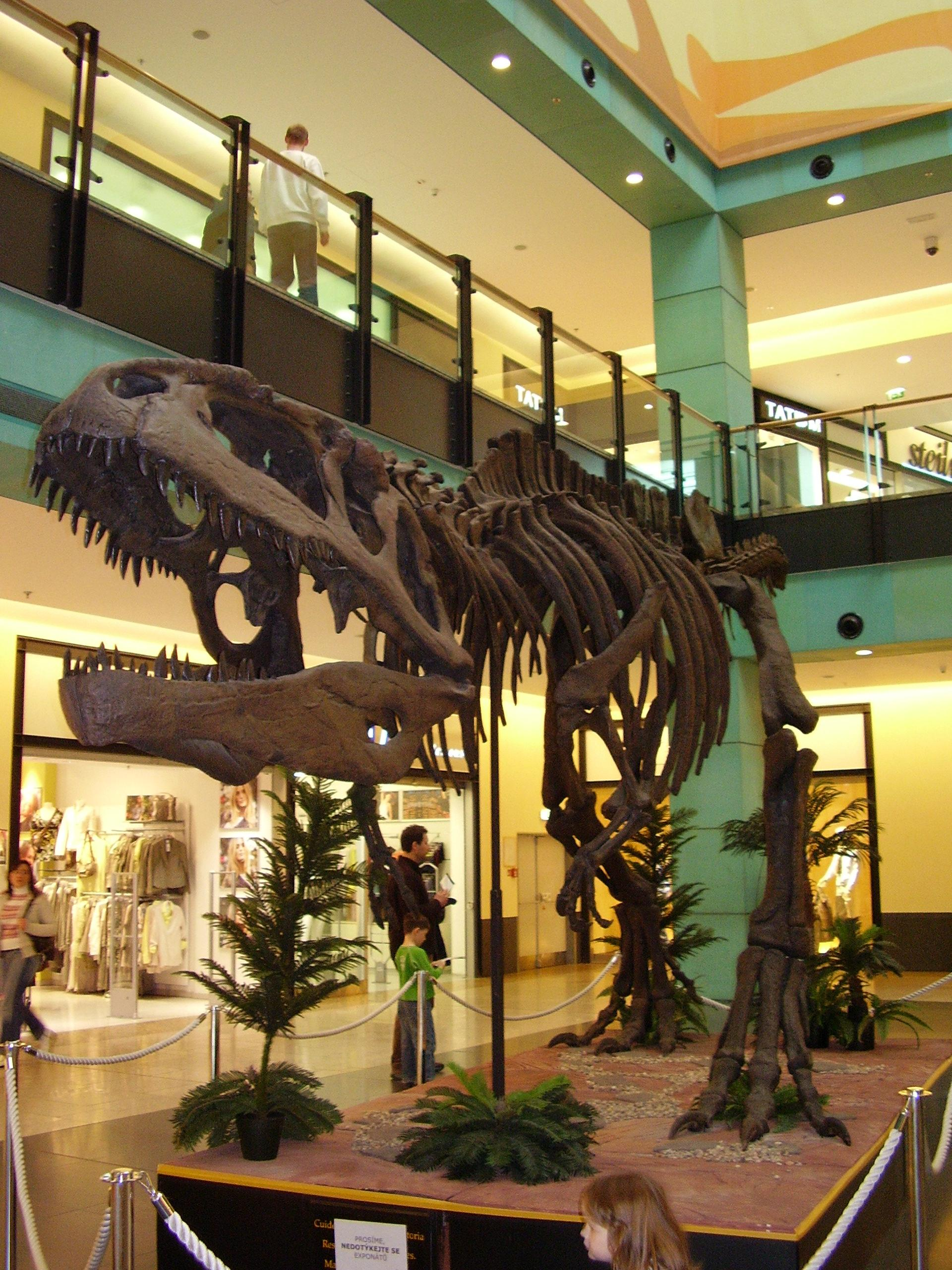
Kostra giganotosaura na výstavě argentinských dinosaurů v Praze (2007).

### Carcharodontosaurinae vs. Giganotosaurinae
Vzhledem k tomu, že oba klady (Carcharodontosaurinae i Giganotosaurinae) byly definovány a zahrnují jiné podtaxony, jsou teoreticky validní (taxon Giganotosaurinae by měl být podtaxonem Carcharodontosaurinae). Oba tyto taxony ovšem zároveň podléhají pravidlům ICZN (neboť se jedná o Linnéovskou hierarchii, kdy byly použity sufixy tzv. "family-level taxa", tj. "-ini", "-inae", "-idae", "-oidea"), a protože rod Carcharodontosaurus byl popsán dříve než Giganotosaurus, měla by platit podčeleď Carcharodontosaurinae.

#### Giganotosaurini
Aby zůstal zachován klad zahrnující rody Giganotosaurus a Mapusaurus (a nověji Meraxes, formálně popsaný roku 2022), definovali pro ně Sereno s Brusattem tribus Giganotosaurini.